# Natação no Campeonato Mundial de Esportes Aquáticos de 2011 - 100 m livre masculino
A prova dos 100 metros livre masculino da natação no Campeonato Mundial de Esportes Aquáticos de 2011 ocorreu nos dias 27 de julho e 28 de julho no Shanghai Oriental Sports Center  em Xangai.

## Recordes
Antes desta competição, os recordes mundiais e do campeonato nesta prova eram os seguintes:
| Tipo                  | Atleta      | Tempo | Local | Data                |
| --------------------- | ----------- | ----- | ----- | ------------------- |
|                       | César Cielo | 46,91 | Roma  | 30 de julho de 2009 |
| Recorde do campeonato | César Cielo | 46,91 | Roma  | 30 de julho de 2009 |

## Medalhistas
| Ouro                  | Prata              | Bronze                |
| James Magnussen (AUS) | Brent Hayden (CAN) | William Meynard (FRA) |

## Resultados

### Eliminatórias
108 nadadores  de 89 nações participaram da prova. 16 competidores se classificaram para as semifinais.
| Pos. | Bateria | Raia | Nadador               | Nacionalidade  | Tempo | Notas |
| ---- | ------- | ---- | --------------------- | -------------- | ----- | ----- |
| 1    | 12      | 3    | William Meynard       | França         | 48.14 | Q     |
| 2    | 13      | 5    | James Magnussen       | Austrália      | 48.21 | Q     |
| 3    | 14      | 2    | Filippo Magnini       | Itália         | 48.36 | Q     |
| 4    | 12      | 4    | César Cielo           | Brasil         | 48.41 | Q     |
| 5    | 12      | 5    | Fabien Gilot          | França         | 48.48 | Q     |
| 6    | 13      | 6    | Andrey Grechin        | Rússia         | 48.59 | Q     |
| 7    | 13      | 7    | Sebastiaan Verschuren | Países Baixos  | 48.60 | Q     |
| 8    | 13      | 4    | Nathan Adrian         | Estados Unidos | 48.62 | Q     |
| 9    | 14      | 1    | Graeme Moore          | África do Sul  | 48.65 | Q     |
| 10   | 11      | 4    | Gideon Louw           | África do Sul  | 48.74 | Q     |
| 11   | 14      | 4    | Brent Hayden          | Canadá         | 48.75 | Q     |
| 12   | 12      | 6    | Nikita Lobintsev      | Rússia         | 48.78 | Q     |
| 13   | 14      | 6    | Luca Dotto            | Itália         | 48.79 | Q     |
| 14   | 13      | 2    | Park Tae-Hwan         | Coreia do Sul  | 48.91 | Q     |
| 15   | 12      | 7    | Konrad Czerniak       | Polónia        | 48.92 | Q     |
| 16   | 14      | 7    | James Roberts         | Austrália      | 48.93 | Q     |
| 17   | 10      | 8    | Brett Fraser          | Ilhas Caimã    | 48.98 |       |
| 18   | 10      | 5    | Hanser Garcia         | Cuba           | 48.99 |       |
| 19   | 14      | 5    | Marco di Carli        | Alemanha       | 49.00 |       |
| 20   | 14      | 3    | Jason Lezak           | Estados Unidos | 49.03 |       |
| 21   | 12      | 1    | Adam Brown            | Reino Unido    | 49.13 |       |
| 21   | 14      | 8    | Takuro Fujii          | Japão          | 49.13 |       |
| 23   | 9       | 4    | David Dunford         | Quênia         | 49.20 |       |
| 24   | 12      | 2    | Bruno Fratus          | Brasil         | 49.23 |       |
| 25   | 13      | 3    | Simon Burnett         | Reino Unido    | 49.25 |       |
| 26   | 12      | 8    | Lü Zhiwu              | China          | 49.26 |       |
| 27   | 11      | 3    | Dominik Kozma         | Hungria        | 49.49 |       |
| 28   | 11      | 2    | Martin Verner         | Chéquia        | 49.52 |       |
| 29   | 10      | 6    | Mindaugas Sadauskas   | Lituânia       | 49.66 |       |
| 30   | 11      | 8    | Odysseas Meladinis    | Grécia         | 49.71 |       |

| Ver o restante da classificação | Ver o restante da classificação | Ver o restante da classificação | Ver o restante da classificação | Ver o restante da classificação | Ver o restante da classificação | Ver o restante da classificação |
| Pos.                            | Bateria                         | Raia                            | Nadador                         | Nacionalidade                   | Tempo                           | Notas                           |
| ------------------------------- | ------------------------------- | ------------------------------- | ------------------------------- | ------------------------------- | ------------------------------- | ------------------------------- |
| 31                              | 11                              | 1                               | Jasper Aerents                  | Bélgica                         | 49.75                           |                                 |
| 32                              | 13                              | 1                               | Stefan Nystrand                 | Suécia                          | 49.80                           |                                 |
| 33                              | 10                              | 7                               | Nabil Kebbab                    | Argélia                         | 49.85                           |                                 |
| 34                              | 10                              | 4                               | Flori Lang                      | Suíça                           | 49.86                           |                                 |
| 35                              | 11                              | 6                               | Nimrod Shapira Bar-Or           | Israel                          | 49.91                           |                                 |
| 36                              | 10                              | 2                               | Ben Hockin                      | Paraguai                        | 50.03                           |                                 |
| 37                              | 11                              | 7                               | Velimir Stjepanovic             | Sérvia                          | 50.14                           |                                 |
| 38                              | 10                              | 3                               | Mario Todorović                 | Croácia                         | 50.16                           |                                 |
| 38                              | 11                              | 5                               | Jiang Haiqi                     | China                           | 50.16                           |                                 |
| 40                              | 10                              | 1                               | Crox Ernesto Acuna              | Venezuela                       | 50.28                           |                                 |
| 41                              | 9                               | 2                               | Gabriel Melconian               | Uruguai                         | 50.34                           |                                 |
| 41                              | 9                               | 5                               | Virdhaval Vikram Khade          | Índia                           | 50.34                           |                                 |
| 41                              | 9                               | 7                               | Ryan Pini                       | Papua-Nova Guiné                | 50.34                           |                                 |
| 44                              | 8                               | 1                               | Uvis Kalnins                    | Letônia                         | 50.46                           |                                 |
| 45                              | 9                               | 3                               | Alexandre Agostinho             | Portugal                        | 50.71                           |                                 |
| 46                              | 7                               | 4                               | Branden Whitehurst              | Ilhas Virgens Americanas        | 50.95                           |                                 |
| 47                              | 7                               | 5                               | Roy-Allan Burch                 | Bermudas                        | 51.01                           | Recorde nacional                |
| 48                              | 8                               | 7                               | Sidni Hoxha                     | Albânia                         | 51.51                           |                                 |
| 49                              | 8                               | 4                               | Ensar Hajder                    | Bósnia e Herzegovina            | 51.52                           |                                 |
| 50                              | 9                               | 6                               | Matias Aguilera                 | Argentina                       | 51.62                           |                                 |
| 51                              | 8                               | 5                               | Charles William Walker          | Filipinas                       | 51.72                           |                                 |
| 52                              | 8                               | 8                               | Ivars Akmentins                 | Letônia                         | 51.89                           |                                 |
| 53                              | 8                               | 6                               | Shebab Younis                   | Egito                           | 51.95                           |                                 |
| 54                              | 7                               | 8                               | Amine Kouame                    | Marrocos                        | 52.05                           | Recorde nacional                |
| 55                              | 9                               | 1                               | Hoàng Quý Phước                 | Vietname                        | 52.11                           |                                 |
| 56                              | 8                               | 2                               | Mohammad Bidarian               | Irão                            | 52.42                           |                                 |
| 57                              | 6                               | 5                               | Luke Hall                       | Essuatíni                       | 52.45                           |                                 |
| 58                              | 7                               | 7                               | Jemal le Grand                  | Aruba                           | 52.62                           |                                 |
| 59                              | 6                               | 7                               | Quinton Delie                   | Namíbia                         | 52.74                           |                                 |
| 60                              | 6                               | 4                               | Jose Montoya                    | Costa Rica                      | 52.96                           |                                 |
| 61                              | 7                               | 2                               | Kevin Avila                     | Guatemala                       | 53.03                           |                                 |
| 62                              | 8                               | 3                               | Mohamed Madouh                  | Kuwait                          | 53.07                           |                                 |
| 63                              | 9                               | 8                               | Phạm Thành Nguyện               | Vietname                        | 53.10                           |                                 |
| 64                              | 7                               | 6                               | Mikael Koloyan                  | Armênia                         | 53.12                           |                                 |
| 65                              | 6                               | 6                               | Gerard Baldrich Pujol           | Andorra                         | 53.21                           | Recorde nacional                |
| 66                              | 7                               | 1                               | Christopher Duenas              | Guam                            | 53.33                           |                                 |
| 67                              | 6                               | 8                               | Andrew Rutherfurd               | Bolívia                         | 53.57                           |                                 |
| 68                              | 5                               | 8                               | Esau Simpson                    | Granada                         | 53.85                           |                                 |
| 69                              | 6                               | 3                               | Kareem Ennab                    | Jordânia                        | 53.92                           |                                 |
| 70                              | 6                               | 2                               | Nicholas Coard                  | Granada                         | 53.94                           |                                 |
| 71                              | 6                               | 1                               | Mahfizur Rahman Sagor           | Bangladesh                      | 54.18                           |                                 |
| 72                              | 5                               | 4                               | Anthony Clark                   | Polinésia Francesa              | 54.51                           |                                 |
| 73                              | 5                               | 2                               | Abbas Raad                      | Líbano                          | 54.91                           |                                 |
| 74                              | 5                               | 1                               | Niall Roberts                   | Guiana                          | 54.99                           |                                 |
| 74                              | 5                               | 3                               | Chakyl Camal                    | Moçambique                      | 54.99                           |                                 |
| 74                              | 5                               | 7                               | Julien Brice                    | Santa Lúcia                     | 54.99                           |                                 |
| 77                              | 4                               | 3                               | Sergey Krovyakov                | Turquemenistão                  | 55.99                           |                                 |
| 78                              | 4                               | 2                               | Douglas Miller                  | Fiji                            | 56.06                           |                                 |
| 79                              | 5                               | 6                               | Sofyan Elgidi                   | Líbia                           | 56.45                           |                                 |
| 80                              | 4                               | 4                               | Omar Nunez                      | Nicarágua                       | 56.76                           |                                 |
| 81                              | 4                               | 1                               | Christian Nikles                | Brunei                          | 57.44                           |                                 |
| 82                              | 5                               | 5                               | Tamir Andrei                    | Mongólia                        | 57.52                           |                                 |
| 83                              | 4                               | 7                               | Israr Hussain                   | Paquistão                       | 57.69                           |                                 |
| 84                              | 4                               | 5                               | Shane Mangroo                   | Seicheles                       | 57.85                           |                                 |
| 85                              | 4                               | 8                               | Mamadou Soumare                 | Mali                            | 58.21                           |                                 |
| 86                              | 4                               | 6                               | Tepaia Payne                    | Ilhas Cook                      | 58.59                           |                                 |
| 87                              | 3                               | 5                               | Atta Tano Claver                | Costa do Marfim                 | 59.70                           |                                 |
| 88                              | 3                               | 1                               | Husam Ahmed                     | Maldivas                        | 59.98                           |                                 |
| 89                              | 3                               | 2                               | Inayath Hassan                  | Maldivas                        | 1:01.75                         |                                 |
| 90                              | 2                               | 6                               | Farhan Farhan                   | Bahamas                         | 1:01.76                         |                                 |
| 91                              | 3                               | 6                               | Zangan Gunsennorou              | Mongólia                        | 1:01.80                         |                                 |
| 92                              | 2                               | 4                               | Prasiddha Jung Shah             | Nepal                           | 1:01.84                         |                                 |
| 93                              | 3                               | 7                               | Shailesh Shumsher Rana          | Nepal                           | 1:01.94                         |                                 |
| 94                              | 3                               | 4                               | Dionisio Augustine II           | Estados Federados da Micronésia | 1:02.41                         |                                 |
| 95                              | 2                               | 2                               | Shawn Wallace                   | Palau                           | 1:02.53                         |                                 |
| 95                              | 2                               | 1                               | Giordan Harris                  | Ilhas Marshall                  | 1:02.53                         |                                 |
| 97                              | 2                               | 3                               | Fdingue Ekane                   | Camarões                        | 1:02.65                         |                                 |
| 98                              | 2                               | 5                               | Beni-Bertrand Binobagira        | Burundi                         | 1:03.39                         |                                 |
| 99                              | 3                               | 8                               | Ammaar Ghadiyali                | Tanzânia                        | 1:03.98                         |                                 |
| 100                             | 3                               | 3                               | Athoumani Youssouf              | Comores                         | 1:04.75                         |                                 |
| 101                             | 1                               | 4                               | Amadou Camara                   | Guiné                           | 1:06.25                         |                                 |
| 102                             | 2                               | 7                               | Kyle Zreibe                     | Antígua e Barbuda               | 1:07.35                         |                                 |
| 103                             | 1                               | 6                               | Daniel Langinbelik              | Ilhas Marshall                  | 1:12.52                         |                                 |
| 104                             | 1                               | 3                               | Godonou Wilfrid Tevoedjre       | Benim                           | 1:14.08                         |                                 |
| 105                             | 2                               | 8                               | Janvier Niyonkuru               | Burundi                         | 1:16.00                         |                                 |
| –                               | 1                               | 5                               | Ahmed Chawali                   | Comores                         |                                 | DSQ                             |
| –                               | 7                               | 3                               | Brad Hamilton                   | Jamaica                         |                                 | DNS                             |
| –                               | 13                              | 8                               | Markus Deibler                  | Alemanha                        |                                 | DNS                             |

### Semifinal
Estes são os resultados das semifinais. 

#### Semifinal 1
| Pos. | Raia | Nadador          | Nacionalidade  | Tempo | Notas |
| ---- | ---- | ---------------- | -------------- | ----- | ----- |
| 1    | 4    | James Magnussen  | Austrália      | 47.90 | Q     |
| 2    | 6    | Nathan Adrian    | Estados Unidos | 48.05 | Q     |
| 3    | 5    | César Cielo      | Brasil         | 48.34 | Q     |
| 4    | 8    | James Roberts    | Austrália      | 48.49 |       |
| 5    | 3    | Andrey Grechin   | Rússia         | 48.67 |       |
| 6    | 1    | Park Tae-Hwan    | Coreia do Sul  | 48.86 |       |
| 7    | 2    | Gideon Louw      | África do Sul  | 48.96 |       |
| 8    | 7    | Nikita Lobintsev | Rússia         | 49.00 |       |

#### Semifinal 2
| Pos. | Raia | Nadador               | Nacionalidade | Tempo | Notas |
| ---- | ---- | --------------------- | ------------- | ----- | ----- |
| 1    | 4    | William Meynard       | França        | 48.25 | Q     |
| 2    | 7    | Brent Hayden          | Canadá        | 48.30 | Q     |
| 3    | 6    | Sebastiaan Verschuren | Países Baixos | 48.41 | Q     |
| 4    | 1    | Luca Dotto            | Itália        | 48.44 | Q     |
| 5    | 3    | Fabien Gilot          | França        | 48.46 | Q     |
| 6    | 8    | Konrad Czerniak       | Polónia       | 48.48 |       |
| 7    | 5    | Filippo Magnini       | Itália        | 48.50 |       |
| 8    | 2    | Graeme Moore          | África do Sul | 48.59 |       |

### Final
| Pos.              | Raia | Nadador               | Nacionalidade  | Tempo | Notas |
| ----------------- | ---- | --------------------- | -------------- | ----- | ----- |
| Medalha de ouro   | 4    | James Magnussen       | Austrália      | 47.63 |       |
| Medalha de prata  | 6    | Brent Hayden          | Canadá         | 47.95 |       |
| Medalha de bronze | 3    | William Meynard       | França         | 48.00 |       |
| 4                 | 2    | César Cielo           | Brasil         | 48.01 |       |
| 5                 | 8    | Fabien Gilot          | França         | 48.13 |       |
| 6                 | 5    | Nathan Adrian         | Estados Unidos | 48.23 |       |
| 7                 | 1    | Luca Dotto            | Itália         | 48.24 |       |
| 8                 | 7    | Sebastiaan Verschuren | Países Baixos  | 48.27 |       |

Legenda
| Recorde mundial       | Recorde mundial (World record)               |                       | Recorde africano                      | Recorde africano (African) |                                           | Q | Classificado por posição (Qualified) |
| Recorde do campeonato | Recorde do campeonato (Championship record)  | Recorde da América    | Recorde da América (Americas)         | q                          | Classificado por melhor tempo (Qualified) |   |                                      |
| Melhor marca do ano   | Melhor marca do ano (World leading)          | Recorde asiático      | Recorde asiático (Asian)              | DNS                        | Não largou (Did not start)                |   |                                      |
| Recorde nacional      | Recorde nacional (National record)           | Recorde europeu       | Recorde europeu (European)            | DNF                        | Não terminou (Did not finish)             |   |                                      |
| Recorde pessoal       | Recorde pessoal do atleta (Personal best)    | Recorde da Oceania    | Recorde da Oceania (Oceania)          | DSQ / DQ                   | Desclassificado (Disqualified)            |   |                                      |
| Recorde da temporada  | Recorde da temporada do atleta (Season best) | Recorde sul-americano | Recorde sul-americano (South America) | NM                         | Sem marca (No mark)                       |   |                                      |